# 梁旭东
梁旭东（1971年3月—），四川小金縣嘉絨藏族，中国气象局直轄中国气象科学研究院灾害天气国家重点实验室主任（2016年2月-今）。2021年黄河石林百公里越野赛事故調查組專家。

## 生平
梁旭东於1990年至1994年就讀南京气象学院天气动力学专业，獲学士學位；1994年至1997年續就讀南京气象学院天气动力学专业，獲硕士學位；2003年至2007年就讀中国科学院大气物理研究所，獲博士學位。其研究方向為台风数值模拟、雷达资料同化。曾任中国气象局上海台风研究所副所长、北京城市气象研究所所长。